# Фархант
Фархант (нем. Farchant) — община в Германии, в земле Бавария. 
Подчиняется административному округу Верхняя Бавария. Входит в состав района Гармиш-Партенкирхен.  Население составляет 3683 человека (на 31 декабря 2010 года). Занимает площадь 25,76 км².